# Système éducatif en Finlande
En 2012, le système éducatif en Finlande figure en 12e place dans les tests PISA. En 2009, la Finlande était troisième, ce qui lui avait valu l'attention du monde entier. Une réforme radicale était annoncée en avril 2015, pour enseigner par thème, avec une approche holistique, plutôt que par l'approche traditionnelle de sujets restreints comme les mathématiques, l'histoire, la géographie, etc,.
Cette réforme est une étape du système éducatif, afin de mieux s'adapter pour les défis d'avenir. Le système éducatif se divise en deux grands types de formations : les formations théoriques, dispensées par les écoles secondaires et supérieures et les universités, et les formations professionnelles dispensées par les écoles professionnelles.
Le Pisa 2018 montre une chute significative des résultats des élèves à long terme dans les 3 matières malgré les réformes de 2015.

## La mise en place de la réforme du système éducatif finlandais
Jusqu'au début des années 1970, la Finlande a connu un système éducatif élitiste. La sélection s'opérait alors après seulement quatre années de primaire. Les meilleurs élèves pouvaient suivre une scolarité générale longue dans un collège  suivie éventuellement de trois années de lycée. La majorité des enfants poursuivaient deux années supplémentaires de scolarité à l'école primaire. Jusqu'en 1972, au moins la moitié des élèves ne faisait pas d'études secondaires. La plupart des enfants des familles modestes quittaient l'école pour travailler ou suivre un apprentissage professionnel.
En 1968, après 20 ans d'hésitation la réforme du système scolaire est adoptée en Finlande. La sélection est abolie. Tous les élèves sont accueillis dans les mêmes établissements primaires et secondaires et reçoivent le même enseignement fondamental. La réforme est mise en place progressivement par région :la Laponie et l'extrême nord en 1972, les régions du nord-est en 1973, du nord-ouest en 1974, du sud-est en 1975, du sud-ouest en 1976 et la région d'Helsinki en 1977. Cette progressivité permet d'étudier de manière objective les résultats de la réforme en comparant le destin d'une classe d'âge touchée par la réforme et celui de la même classe d'âge non touchée par la réforme scolaire. Les analystes ont pu ainsi arriver à la conclusion que la réforme a entrainé une réduction des inégalités de 25 %. Il convient cependant de préciser que la société finlandaise, comme toutes les sociétés nordiques contemporaines, est plus égalitaire. Les écarts de revenus entre les parents ont moins d'effets sur le destin des enfants que dans les sociétés anglo-saxonnes où les réformes de démocratisation de l'école n'ont pas réduit les inégalités sociales.

## Présentation

### Un système égalitaire et efficace

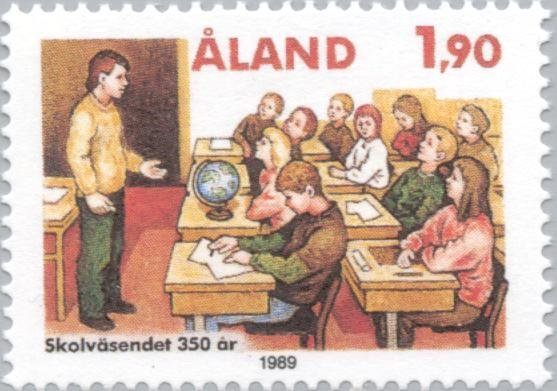
Timbre finlandais représentant une salle de classe.

La scolarité est obligatoire de l'âge de 7 à 16 ans (les élèves fréquentant l'école locale) et les neuf premières années scolaires doivent obligatoirement être validées. Le système éducatif finlandais est le système le plus égalitaire avec le plus petit écart entre les pires et les meilleurs élèves, de 65 pays participants aux tests PISA. Par comparaison, la France était la championne des inégalités,.
- L'éducation est gratuite pour les étudiants à temps plein.
- Cette gratuité s'étend à la cantine pour les écoles primaires et secondaires.
- Durant toute l'école fondamentale (peruskoulu) de 7 à 16 ans, toutes les fournitures scolaires sont gratuites et fournies par les établissements scolaires.
- Les élèves qui habitent loin de l'école — à plus de 5 km — peuvent demander le remboursement de leurs frais de transport.
- Les élèves qui ont des difficultés d'apprentissage peuvent aussi bénéficier, au sein de leur établissement, de l'aide d'un professeur spécialisé (erityisopettaja), qui peut venir dans un cours pour le guider ou bien travailler avec lui séparément.

D'après l'enquête internationale PISA sur les systèmes éducatifs de l'OCDE, la Finlande obtient régulièrement les meilleurs résultats à l'échelle mondiale,. En 2003, les élèves finlandais âgés de 15 ans figuraient au premier rang mondial au titre des compétences linguistiques et scientifiques, et étaient classés en deuxième position en termes de résolution de problèmes. Concernant le cycle supérieur, le Forum économique mondial classe la Finlande au premier rang  pour le recrutement et la qualité, et au deuxième rang pour l'enseignement des mathématiques et des sciences.
Les études s'interrogeant sur les motifs de ces très bons résultats,, mettent en avant la responsabilisation précoce des élèves, l'absence de stress dans un système qui ne connait pas le redoublement et la formation de qualité des enseignants. Depuis 1979, un master (bac+5) est exigé sur tous les postes – pris à la dépense de l’état. À la suite de cette réforme les enseignants ont obtenu le même statut social que les médecins et avocats – facilitant le recrutement très rigoureux parmi les meilleurs 10 % de diplômés.
Le pays est cependant parmi les plus mal classés (avec entre autres l'Arabie Saoudite et la Macédoine) en matière d'égalité filles/garçons en 2018. Il est aussi très mal classé pour l'intégration des élèves immigrés. Il n'y a que pour l'équité suivant le milieu social que le pays reste au dessus de la moyenne. Le PISA 2018 note aussi une forte tendance baissière statistiquement significative à long terme dans tous les domaines (maths, sciences et compréhension de l'écrit) bien qu'il reste tout de même supérieur à la moyenne dans les 3 matières .

### Deux formations distinctes
L'orientation après l'école fondamentale, c'est-à-dire après 15-16 ans, conduit à deux filières : professionnelle et générale, comme pour le système éducatif allemand traditionnel. Les passerelles sont désormais possibles entre ces deux filières alors que durant un certain temps ces possibilités étaient verrouillées.
Une différence importante avec la majorité des autres systèmes éducatifs se trouve dans l'absence d'un cycle équivalent aux lycées : la tranche d'âge des 16-19 ans poursuit soit dans une école professionnelle soit dans une école secondaire généraliste. À l'issue de la première voie, les élèves peuvent se lancer directement dans la vie active ; ceux de la seconde voie, qui n'ont reçu aucun enseignement professionnalisant, sont appelés à rejoindre l'enseignement supérieur. Le diplôme reçu à l'issue de ce cycle d'études bénéficie d'un grand prestige.
Comme l'école professionnelle est considérée comme un établissement de formation du second cycle, le terme d'« enseignement de 3e cycle » se rapporte aux établissements d'enseignement supérieur, habituellement désignés par le nom d'« universités » dans les autres pays. Par conséquent, les chiffres bruts de taux de scolarisation en enseignement supérieur ne sont pas comparables à l'échelle internationale. L'enseignement supérieur est partagé entre les universités proprement dites et les écoles professionnelles supérieures, ou écoles polytechniques (nommées en finnois : ammattikorkeakoulu). Les diplômes délivrés n'ont pas d'équivalence.

### ...mais qui tendent à se rejoindre
Traditionnellement, seuls les élèves des universités pouvaient obtenir des diplômes d'enseignement supérieur ; mais le processus de Bologne a récemment induit des changements dans les structures éducatives. Les différents systèmes commencent à coopérer et à s'harmoniser — non sans une certaine pression. Cela est dû non seulement au processus de Bologne mais aussi à une volonté des acteurs politiques de la Finlande : l'objectif visé étant que la majorité des élèves finlandais (c'est-à-dire environ 60 à 70 %) puisse obtenir un diplôme de l'enseignement supérieur.
Au cours des dernières années, une réduction du nombre de places offertes aux étudiants candidats a souvent été réclamée par les acteurs économiques, les syndicats professionnels et les organisations étudiantes. Elle est motivée par la nette tendance à la hausse du chômage des diplômés universitaires ; cette observation a été interprétée comme une conséquence de l'augmentation rapide des places offertes dans l'enseignement supérieur pendant les années 1990. Le ministère de l'Éducation a récemment promulgué une réduction nationale de 10 % du nombre de places offertes pour l'ammattikorkeakoulus. Cette mesure est souvent considérée comme une étape dans la bonne direction ; elle sera appliquée à partir de 2007 ou 2008.
L'incertitude demeure pour l'instant sur le potentiel de redistribution et sur le moment d'application de ces réductions en faveur des secteurs nécessitant du personnel hautement qualifié.
Une augmentation des places offertes dans les écoles professionnelles pourrait être préférée en accord avec la pénurie largement reconnue en Finlande dans la main-d'œuvre ouvrière comme celle des plombiers ou celle des ouvriers du bâtiment. On pourrait aussi remarquer que le nombre des retraités surpasse celui des étudiants de l'enseignement supérieur en Finlande : le prolongement de cette différence est prévisible à moyen terme. Si le nombre actuel de places offertes était maintenu jusqu'en 2020 par exemple, on estime que les établissements de l'Est de la Finlande pourraient accueillir 103 % des étudiants de la tranche d'âge des 19-21 ans !

## Organisation scolaire

### Enseignements primaire et secondaire

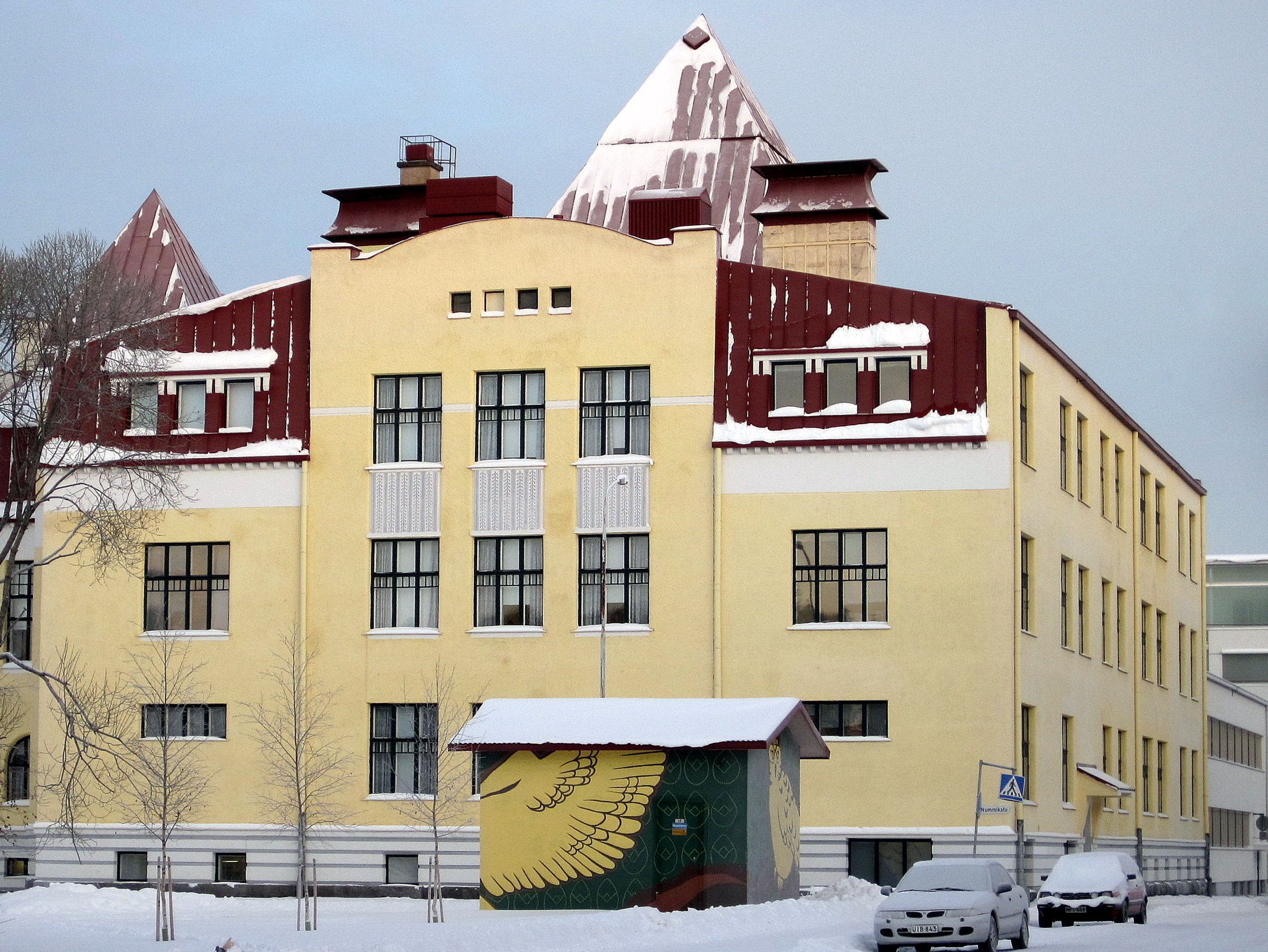
Le lycée d'Oulu.

Le système éducatif finlandais se fonde sur une école primaire polyvalente de 9 années obligatoires (peruskoulu en finnois, grundskola en suédois) que les élèves rejoignent à l'âge de 7 ans. Après avoir quitté cette école à l'âge de 16 ans, ceux qui désirent continuer leurs études ont le choix entre l'école secondaire supérieure (lukio) et l'école professionnelle (ammatillinen oppilaitos, yrkesinstitut). Contrairement au système suédois, ces deux filières sont bien séparées. Une expérience a été menée dans l'optique de les fusionner en une « école de jeunesse » comme en Suède mais les conclusions ont conduit les autorités à conserver leur séparation. L'enseignement secondaire n'est pas obligatoire, mais une écrasante majorité des élèves le suit. Les enseignements primaire et secondaire sont financés par la collectivité ; la cantine y est gratuite.

#### L'école secondaire supérieure
L'école secondaire supérieure prépare à l'université, où des matières « générales » y sont enseignées. La scolarité, dans un tel établissement, se conclut par un examen national d'inscription à l'enseignement supérieur (en finnois : ylioppilastutkinto, studentexamen). Réussir cet examen est une condition sine qua non pour accéder à l'enseignement supérieur. Le système est conçu pour que les 5 % des élèves les moins bien notés échouent et que 5 % des élèves bénéficient de la note maximale. L'examen permet de décerner un diplôme de spécialisation en sciences naturelles ou en sciences sociales. Les universités peuvent utiliser la note à l'examen comme critère d'admission des élèves. Cet examen correspondait autrefois à l'examen d'admission à l'université d'Helsinki. Il est toujours considéré comme très prestigieux. Chaque nuit de Walpurgis (en finnois : Vappu), les étudiants portent la casquette blanche qui symbolise leur admission à l'université. Celle-ci est considérée comme un événement familial important, au même titre qu'un baptême, un mariage ou un enterrement.

#### L'école professionnelle
L'école professionnelle quant à elle développe des compétences professionnelles et de fait ne prépare pas à l'enseignement supérieur. Aucun examen national n'est nécessaire pour en valider le suivi, mais y sont tout de même proposés des programmes qui requièrent l'examen national d'inscription, ou permettent à certains élèves de préparer l'examen national tout en suivant une instruction professionnelle. Cette dernière option n'est pas très populaire, car elle implique de suivre deux formations en même temps.

### Enseignement tertiaire (enseignement supérieur)
L'enseignement supérieur est assuré par deux types d'établissements : les universités ("yliopisto", "universitet") et les écoles polytechniques ("ammattikorkeakoulu", "yrkeshögskola", abrégé en "AMK"). Les universités préparent essentiellement à la recherche et dispensent une instruction plus théorique ; les écoles polytechniques, au contraire, privilégient un enseignement concret et mettent davantage l'accent sur les applications pratiques. Par exemple, les médecins sont titulaires d'un diplôme universitaire, tandis que les infirmiers possèdent un diplôme d'école polytechnique. L'admission des nouveaux étudiants est basée sur la note à l'examen national d'inscription et les notes aux examens d'admission.
Aucuns frais de scolarité ne sont perçus dans les établissements universitaires et polytechniques de la part des étudiants finlandais. Toutefois, à l'université, l'adhésion à l'association des étudiants est obligatoire. Les associations d'étudiants des écoles polytechniques sont également reconnues sur le plan législatif mais l'adhésion y est volontaire.
Les étudiants finlandais peuvent percevoir une bourse d'études, qui peut être interrompue en cas d'échec scolaire. L'allocation est généralement insuffisante pour les besoins quotidiens ; de fait les étudiants mènent souvent une vie active parallèlement pour payer leurs études. Des prêts sur l'honneur peuvent également être accordés aux étudiants.

#### L'université
Les universités, établissements sous la tutelle de l'État, assurent donc une formation plutôt théorique. Le diplôme de licence s'acquiert en à l'université. Bien qu'il puisse conclure un parcours scolaire, il constitue habituellement une étape en vue d'une formation de master. Lors de leurs licences, les étudiants des universités sont appelés à faire leurs mémoires de fin d'étude, aussi appelé « Gradu » ou « Kandidaatti », qui est faite en finnois ou en suédois (à noter l'impossibilité de faire sa licence en anglais hormis dans les filières internationales au sein des écoles polytechniques).
Au-delà du master, deux diplômes supérieurs existent : un niveau intermédiaire, appelé « Licentiate » (diplôme de 3e cycle) ; et le diplôme de docteur. Le programme « Licentiate »  présente le même volume d'enseignement théorique que le doctorat ; le travail de synthèse est toutefois moins exigeant. En revanche, le mémoire de thèse doctorale est plus laborieux que dans les autres pays.
La plupart des universités délivrent le titre de Philosophiæ doctor, appelé « filosofian tohtori », titre standard des docteurs autres que les docteurs d'État ; l'abréviation usuelle est « Ph.D. ». Néanmoins, les universités dites de technologie adoptent la dénomination spécifique du titre « docteur ès sciences en technologie », appelé « tekniikan tohtori ». Des titres semblables sont délivrés en médecine («lääketieteen tohtori »), en art («taiteen tohtori »), en sciences sociales (« valtiotieteen tohtori »), etc.
Certaines universités dispensent des formations professionnelles dans des domaines comme l'ingénierie et la médecine. Elles nécessitent d'avoir des compétences autres qu'académiques, comme la démonstration de compétences en situation réelle.
On peut ainsi citer deux exemples : 
- « Lääketieteen lisensiaatti », diplôme de 3e cycle en médecine. Pour le titulaire d'une licence en médecine, appelé « lääketieteen kandidaatti », une spécialisation se concrétise par une pratique du métier. La formation de médecin ne comporte pas de diplôme de master.
- « Diplomi-insinööri » (en) est une formation sur , associée à un crédit de 300 unités ECTS. Elle est semblable au « master of science » anglo-saxon, avec la licence dans la même discipline. Toutefois, elle comprend un « projet de diplôme » équivalent à 30 unités ECTS et qui consiste en un projet d'ingénierie à réaliser en entreprise sur une période de 6 à 12 mois. Son accomplissement est considéré comme la démonstration d'une compétence professionnelle venant en complément à l'enseignement général obligatoire. À noter que, en pratique, ce programme n'a pas de lien avec le programme non académique (en) insinööri (amk).

#### Les écoles professionnelles
Les écoles professionnelles et polytechniques sont directement gérées par la commune. Le diplôme polytechnique nécessite une formation de 3 ans et demi à 4 ans et demi. Il n'est pas légalement considéré comme un équivalent à un diplôme universitaire dans le système finlandais. Au cours des précédentes années, les titulaires de diplôme polytechnique ont pu prolonger leur cursus soit par une formation polytechnique de niveau master (formation sur 2 années, parallèlement à une vie active), qui n'est pas académique mais professionnalisant, soit en postulant auprès d'une université afin de suivre une formation classique de master.
L'étendue des programmes de master polytechnique est toujours limitée par le nombre et le type de disciplines d'enseignement. Contrairement à la « licence », le diplôme de master délivré par une école polytechnique est considéré comme équivalent au diplôme de master universitaire dans le même champ disciplinaire ou dans un domaine associé. Cependant peu de branches d'enseignement sont communes, à l'exception des filières de gestion et d'ingénierie. Au-delà du master, les seuls diplômes délivrés sont préparés dans les universités. L'assiduité est obligatoire dans les écoles professionnelles et polytechniques.

## Formation pour adultes (formation continue)
L'accomplissement des études secondaires, suivant un cursus étalé sur trois années, aboutit à une qualification en vue d'une poursuite d'études. Toutefois il peut se révéler nécessaire d'obtenir un diplôme de fin d'études secondaires avant d'être admis à l'université car les examens d'entrée requièrent un niveau relativement élevé de connaissances.
L'enseignement post-secondaire est assuré par des écoles municipales ou par des centres indépendants de formation pour adultes qui dispensent soit une formation professionnelle soit une formation générale élémentaire ou secondaire supérieure. Il est possible de passer l'examen national d'inscription, ou d'améliorer les notes obtenues lors de la formation de base. On peut également apprendre un nouveau métier au sein d'un centre de formation pour adultes (en finnois : aikuiskoulutuskeskus), par exemple si la conjoncture économique a mené à la saturation du marché de l'emploi dans la profession initiale.
Le programme Université ouverte, en finnois : Avoin yliopisto, permet de suivre des cours à l'université, à titre individuel, sans avoir le statut d'étudiant. Le statut d'étudiant peut s'obtenir après une validation de 50 à 90 ECTS ou en finnois : opintopiste. L'université ouverte est généralement accessible aux personnes ayant un baccalauréat ou diplôme équivalent. Le prix est de 10 € par point. Il faut compter un minimum de 500 € pour entrer à l'université, sans passer d'examen d'entrée.

#### Sites francophones
- REPAQ : dossier sur les écoles finlandaises.
- Cahiers pédagogiques : l'école en Finlande.
- À la découverte de l'école en Finlande Rapport de Rémy JOST, Inspecteur général de l’Éducation nationale française, sur le site de la Mission laïque française
- Rapport de Rémy JOST sur sa mission en Finlande
- Eurydice : réseau d'information sur l'éducation en Europe.
  - Portail consacré à la Finlande.

#### Sites officiels finlandais
- (en) Ministère de l'Éducation.
- (en) Système éducatif, dont un diagramme en français (fichier PDF).
- (en) Programme de développement de l'éducation et de la recherche pour la période 2003-2008.  (ISBN 952-442-694-3) (fichier PDF)
- (fi) Edu.fi : portail de l'éducation proposé par la direction nationale finlandaise de l'Éducation.
  - (en) Diagramme du système éducatif finlandais.